# آنا رش
آنا رُش (اسلوونیایی: Ana Roš؛ زادهٔ ۳۱ دسامبر ۱۹۷۲) سرآشپز اهل اسلوونی است. او که یک آشپز خودآموخته است، رستوران «هیشا فرانکو» در کوبارید اسلوونی و پروژه‌های دیگر را مدیریت می‌کند. او به عنوان یکی از برجسته‌ترین سرآشپزهای جهان شناخته می‌شود.
او در سال ۲۰۱۷ بهترین سرآشپز جهان نامیده شد و رستورانش در سال ۲۰۲۳ سه ستارهٔ میشلن دریافت کرد. او به زبان‌های انگلیسی، ایتالیایی، فرانسوی، کروآت، اسپانیایی و آلمانی صحبت می‌کند.